# Râul Trotuș
Trotușul (în maghiară Tatros) este un râu din estul României care izvorăște din Munții Ciucului și se varsă în râul Siret, traversând orașele Comănești, Dărmănești, Târgu Ocna, Onești din Județul Bacău și Adjud din Județul Vrancea. Are o lungime de 162 km. 
Bazinul hidrografic al râului însumează o suprafață de 4456 km pătrați, ceea ce reprezintă 9,9 % din suprafața bazinului hidrografic al râului Siret. La vărsare, debitul mediu al râului este de 27 mc pe secundă.

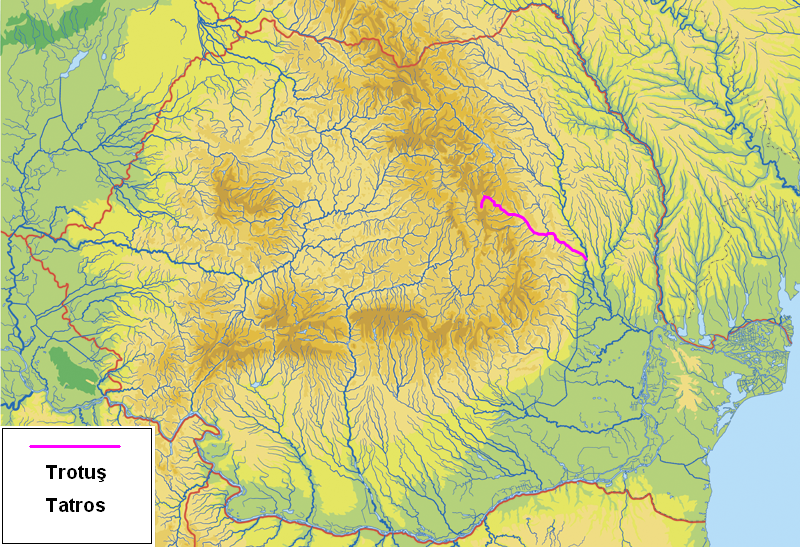
Cursul Trotușului

## Etimologie
Potrivit istoricului Laurențiu Rădvan, cel mai probabil numele vechiului oraș Trotuș și al râului provine de la numele etnic Tatars, dat mongolilor atât în spațiul locuit de români (tătari), cât și în cel de maghiari (tatár) și că nu are nicio legătură cu exploatarea sării. Acesta a fost întâlnit sub formele Tataross și Tataruss în registrele de mărfuri din Brașov, unde Tatár-ós înseamnă „satul, drumul, râul etc. tătarilor”, de la maghiari provenind felul pronunției numelui, indiferent dacă este autohton sau străin.
Nicolae Iorga a fost de acord că Totruș și Tatros par a însemna „râul tătăresc”, cu referire la tătari, sub conducerea cărora se afla viitorul teritoriu al Moldovei.

## Hărți

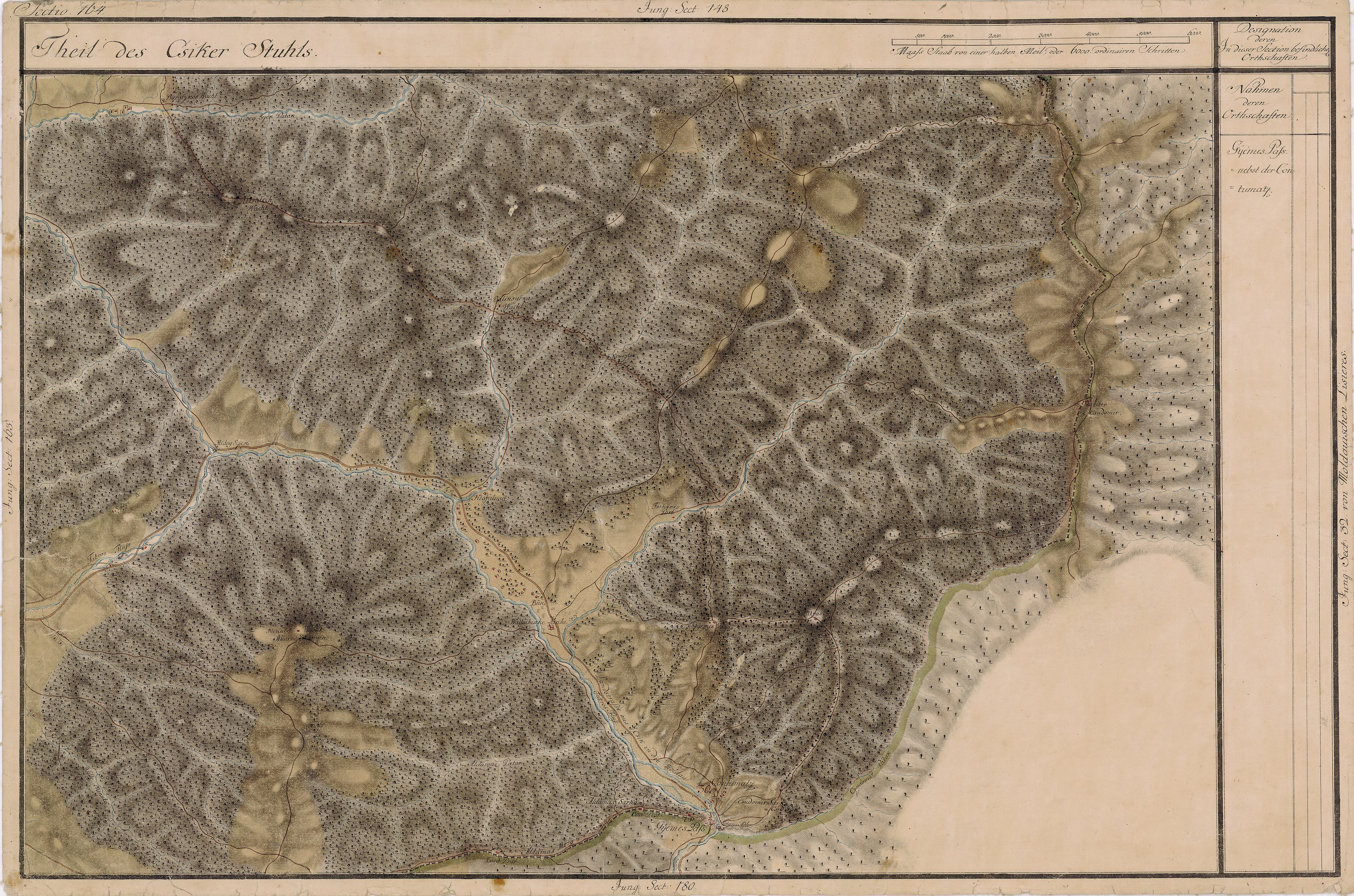
Harta Iosefină cu râul Trotuș la intrarea în Principatul Moldovei

- Harta Munții Ciucului  Arhivat în 28 ianuarie 2018, la Wayback Machine.
- Harta Munții Tarcău  Arhivat în 22 februarie 2010, la Wayback Machine.
- Harta Munții Nemira  Arhivat în 14 aprilie 2010, la Wayback Machine.
- Harta județului Harghita
- Ovidiu Gabor - Economic Mechanism in Water Management  Arhivat în 5 martie 2009, la Wayback Machine.